# Bravo Band
Bravo Band je glazbeni sastav iz Splita, Hrvatska. Sviraju pop-rock glazbu domaćih i stranih autora u izvornim, ali i vlastitim, originalnim vokalno-instrumentalnim aranžmanima. Studijski rad na autorskim projektima i na projektima drugih autora i izvođača iz okruženja. Nastupaju po 100 puta godišnje.

## Povijest
Osnovani su 1999., nakon što su se iz Skandinavije vratili Damir Malovan i Petar Pilić, koji su osnivači sastava. Obojica osnovača su dugogodišnji glazbenici s međunarodnim studijskim, sviračkim i pjevačkim iskustvom. Prvo su svirali po klubovima u Splitu, tijekom ljeta ispred trogirske katedrale i splitske Rive. Vremenom se čulo za njih u širem okružju. Postali su neizostavni dio splitske glazbene pozornice. Na njihovu svirku utjecala je svjetska glavnostrujaška glazba od 1980-ih do danas. Nastupali su s poznatim hrvatskim glazbenim imenima kao što su Jacques Houdek, Zorica Kondža, Davor Radolfi, Gibonni i dr. Imaju i autorske radove uz gostovanje Gorana Karana i Zorice Kondže. Njeguju glazbeni izričaj koji pripada ovom mediteranskom podneblju od svjetska glavnostrujaške i disco glazbe od 80-tih pa na ovamo, evergreen iz 1950-ih do domaćega pop i rock izričaja.

## Članovi
Članovi su do sada bili:
- Damir Malovan – glavni vokal, gitare, programiranje
- Petar Pilić -  – glavni vokal, konferansa, klavijature, programiranje
- Romana Lijić - glavni vokal, prateći vokali
- Ema Kuzmanić Balić - – glavni vokal, prateći vokali
- Albert Limić
- Eli Cecić– bubnjevi, udaraljke
- po potrebi Goran Brzuja i Dražen Bogdanović – saksofon

## Vanjske poveznice
- Službene stranice na Facebooku
- MySpace
- Kanal Damira Malovana na YouTubeu